# Camille Jullian

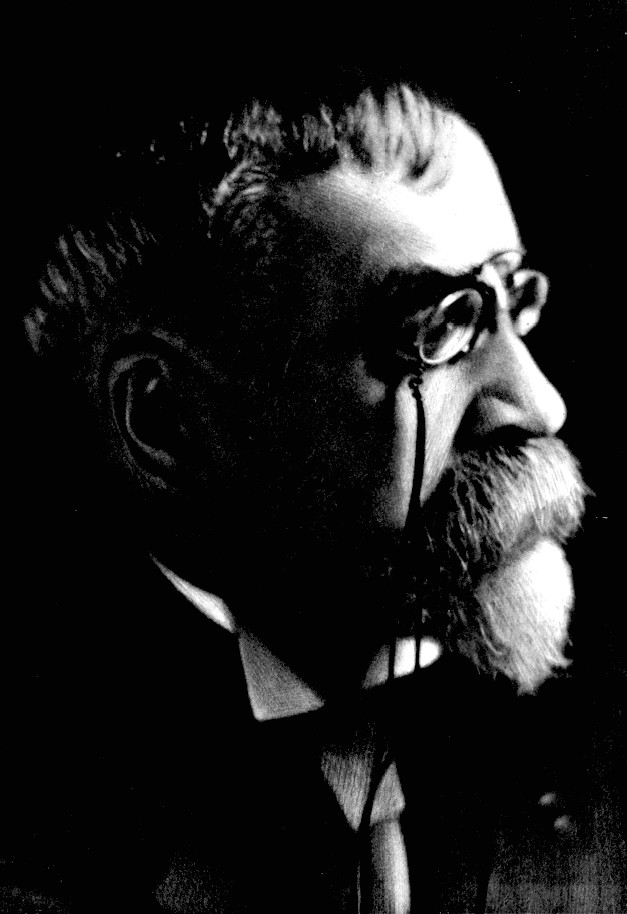
Fotografie Camille Jullians aus dem Jahr 1924

Louis Camille Jullian (* 15. März 1859 in Marseille; † 12. Dezember 1933 in Paris) war ein französischer Althistoriker, Philologe und Archäologe. Mit seinen ungemein wirkmächtigen Arbeiten zur antiken Geschichte Galliens beeinflusste er maßgeblich das Bild dieser Volksgruppe in Frankreich.

## Leben und Karriere

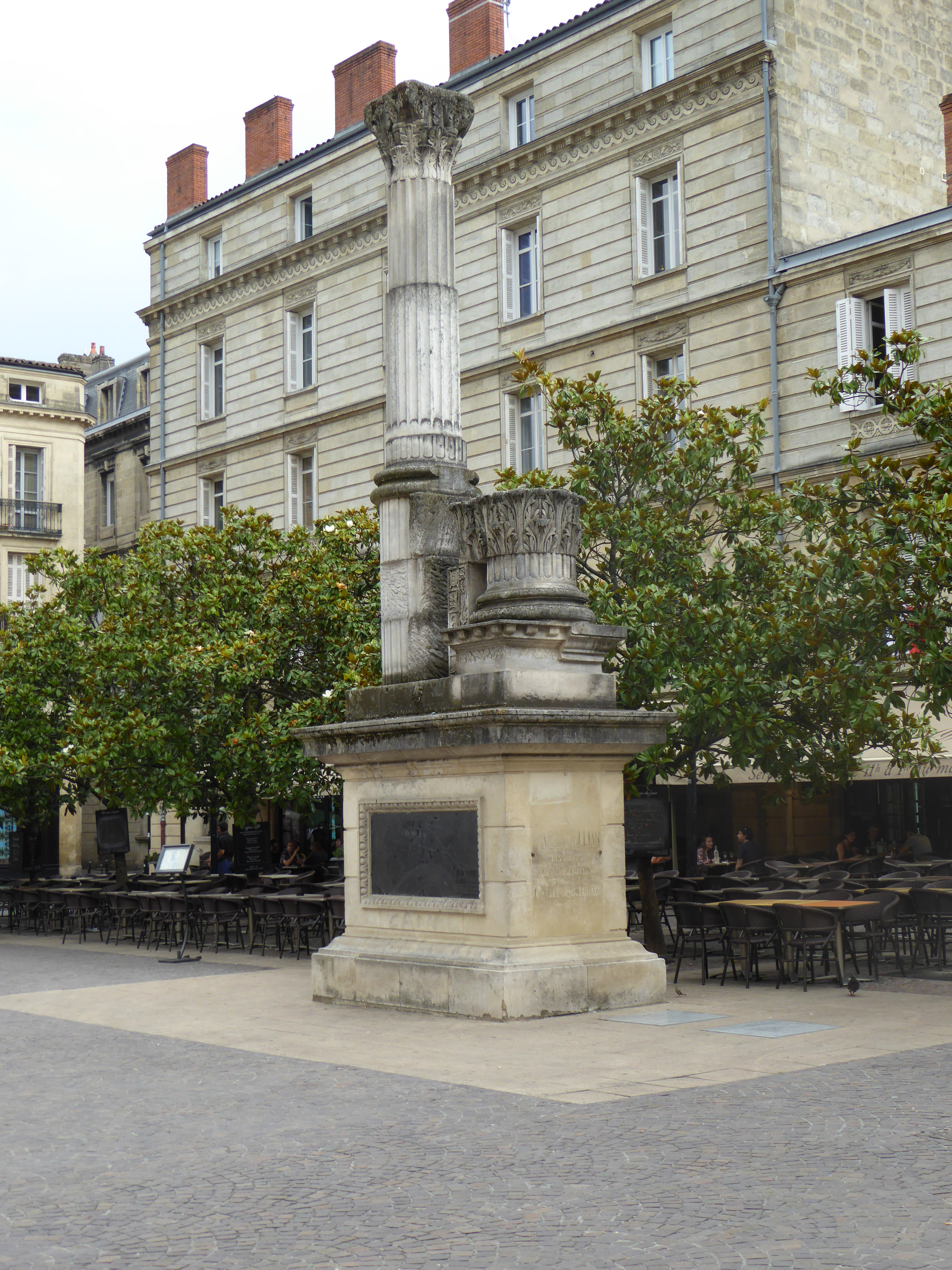
Monument à Camille Jullian in Bordeaux

Camille Jullian stammte aus einer protestantischen Familie, deren Wurzeln in den Cevennen lagen. Der spätere Staatspräsident Gaston Doumergue war sein „Milchbruder“, d. h. er wurde von derselben Amme gestillt. Als Schüler in Marseille gewann Jullian den Concours général. Die Niederlage Frankreichs im Krieg gegen Deutschland 1870/71 löste seinen überhöhten Patriotismus aus. Nach der Erlangung des Abiturs (Baccalauréat) am Lyzeum in Thiers begann er 1877 sein Studium an der École normale supérieure in Paris. Zu seinen wichtigsten akademischen Lehrern gehörten Paul Vidal de la Blache, Ernest Desjardins, Gaston Boissier und Numa Denis Fustel de Coulanges. 1880 bestand er die Agrégation (Staatsprüfung für das höhere Lehramt) als Jahrgangsbester in der Fachrichtung Geschichte. Noch im selben Jahr ging er an die École française de Rome, wo er bis 1882 forschte. Studienaufenthalte führten ihn unter anderem nach Berlin, wo er an Theodor Mommsens epigraphischen Übungen teilnahm. Mit einer Thèse d’État zur Verwaltungsgeschichte Italiens in der römischen Kaiserzeit von Augustus bis Diokletian wurde Jullian 1883 promoviert. 
Anschließend lehrte er an der geisteswissenschaftlichen Fakultät zu Bordeaux, 1886 wurde er dort auf eine Professur für Alte Geschichte berufen. In Bordeaux begann er sich mit der regionalen Geschichte der Gegend zu befassen. Er untersuchte die Geschichte ebenso wie die Inschriften. Zudem leitete er Ausgrabungen, die die römischen Wurzeln der Stadt Bordeaux zutage brachten. Schnell weitete er die Forschungen auf ganz Frankreich aus. Seine Monografie zu Vercingetorix feierte den Gallierfürsten als einen Visionär eines geeinten, freien Galliens; Gaius Iulius Caesar hingegen wurde in seinem späteren Opus magnum Histoire de la Gaule als Verhinderer einer eigenständigen Entwicklung Frankreichs gesehen. Damit trat Jullian auch in direkten Widerspruch zu Mommsen, der Caesar in seiner Römischen Geschichte für dessen Taten rühmte. Die Vercingetorix-Biografie hatte eine starke Resonanz und wurde 1902 mit dem Grand Prix Gobert der Académie française ausgezeichnet, ebenso 1908 die Histoire de la Gaule. 
1905 wurde er auf den neu geschaffenen und eigens auf Jullian zugeschnittenen Lehrstuhl für Antiquités Nationales („nationale Altertümer“) ans Collège de France berufen. Hier verfasste und publizierte er mit der achtbändigen Histoire de la Gaule zwischen 1907 und 1926 seine bedeutendste Arbeit. Die erste moderne Untersuchung der Geschichte das antiken Galliens beinhaltete die Auswertung aller fassbaren Quellen, literarischer wie archäologischer Natur. Das Werk war eine durch und durch patriotische Arbeit, Jullian verstand die moralische wie patriotische Aufgabe des Historikers darin, Lehren aus der Vergangenheit zu ziehen und publizierte somit auch Beiträge zur neueren und zur Zeitgeschichte. Letztere Beiträge ebenso wie Vorträge in diesem Feld trug er vor allem in der Zeit des Ersten Weltkrieges bei. 1917/18 gehörte er dem Comité d’études an, das belegen sollte, dass das Saarland natürlicher Bestandteil Frankreichs sei. 1930 wurde er emeritiert. Als Nachfolger auf seinem Lehrstuhl wurde Albert Grenier berufen.

## Wirkung

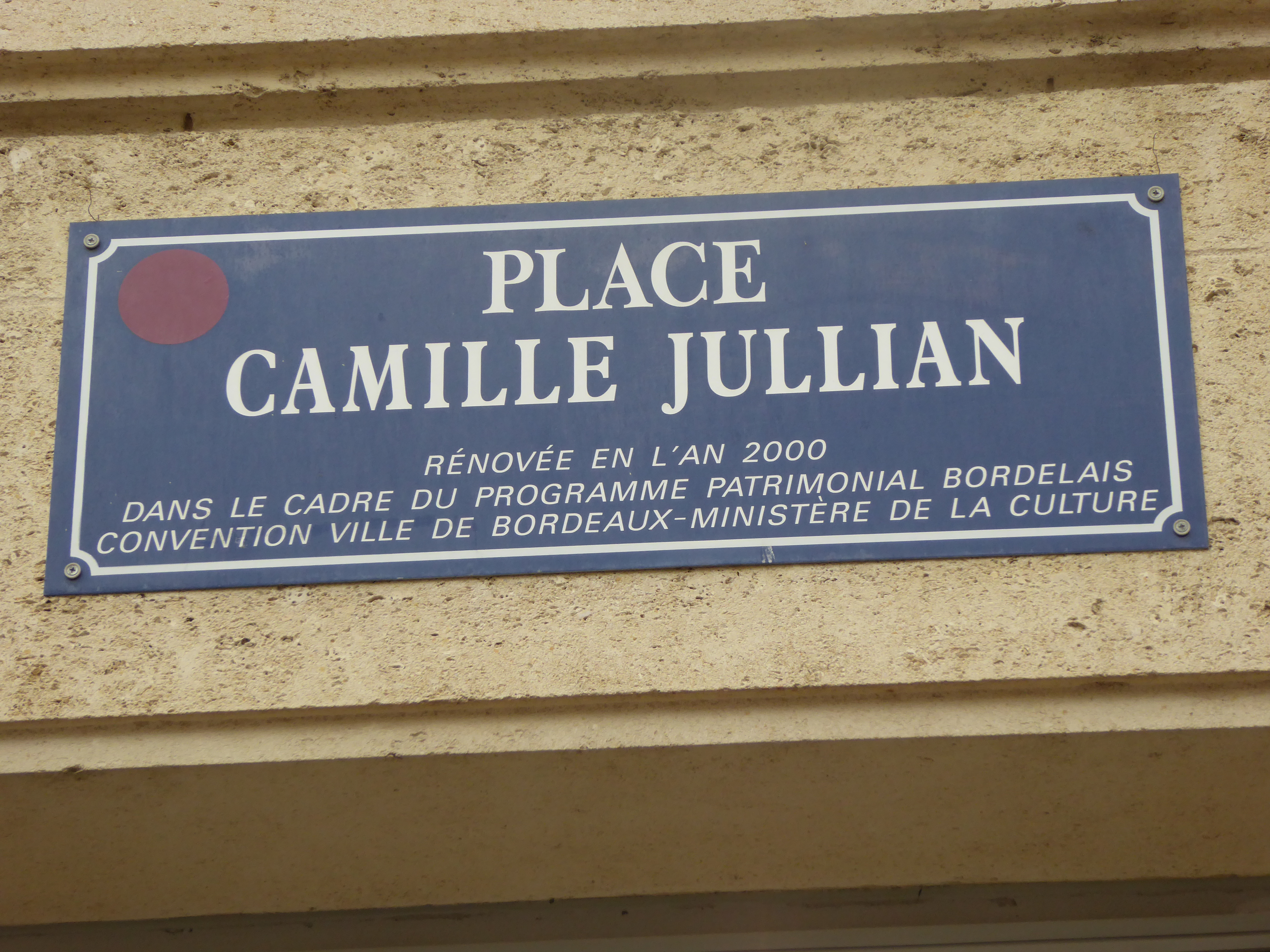
Gedenktafel am Place Camille-Jullian.

Jullian wurde in Frankreich hoch geehrt. 1908 wurde er in Nachfolge seines Lehrers Gaston Boissier in die Académie des inscriptions et belles-lettres aufgenommen. 1924 wurde er in Nachfolge von Jean Aicard und als Vorgänger von Léon Bérard auf den Fauteuil 10 der Académie française gewählt. Seit 1919 war er assoziiertes Mitglied der Académie royale de Belgique. In Paris wie auch in Bordeaux wurde der Place Camille-Jullian ebenso nach ihm benannt, wie eine antike Säule, die als Monument à Camille Jullian firmiert, in Bordeaux. Zudem tragen mehrere Schulen in Frankreich seinen Namen. Außerdem wurde ein Labor des Centre national de la recherche scientifique in Aix-en-Provence nach ihm benannt. 1932 wurde er Großoffizier der Ehrenlegion. Er war Mitherausgeber der Revue des études anciennes. Jullien gab die Werke seines Lehrers Numa Denis Fustel de Coulanges heraus. Neben historischen und altertumswissenschaftlichen Studien beschäftigte er sich auch mit der französischen Literaturgeschichte. Jullians Enkel war der Illustrator Philippe Jullian.
Das von Jullian in seiner Histoire de la Gaule geschaffene Bild der „Gallier“ wurde als Leitbild für die republikanischen und patriotischen Franzosen der Gegenwart rezipiert und ihre politischen, sozialen und kultischen Organisationsformen zu Vorläufern der französischen Republik verklärt. War Jullian in seinen früheren Werken (etwa bis zum dritten Band der Histoire de la Gaule, 1909) noch „Romanist“, der die Errungenschaften des Römischen Reichs und die Zugehörigkeit Galliens zu diesem lobte, nahm er zunehmend einen pro-keltischen Standpunkt ein, indem er der keltischen Zivilisation einen besonderen saveur („Geschmack/Reiz“) zubilligte, den die römische Kultur nicht gehabt hätte, und er den Sieg des Römischen Reichs über die Gallier bedauerte. In De la Gaule à la France (1922) zog er den Wert des „lateinischen Genius“ in Zweifel und schrieb über die römischen Schriftsteller: „sie zwingen uns ihre Siegergefühle auf, sie verlängern in uns, zweitausend Jahre nach der Niederlage unserer Väter, die Mentalität der Besiegten, die ihre Herren akzeptieren und sie anbeten.“ Er könne nun „das Römische Reich nicht länger bewundern und mich darüber freuen, dass Gallien ihm angehörte“. Der Archetypus der freien Gallier im Gegensatz zum römischen Imperium wurde ab 1959 in den Asterix-Comics von René Goscinny und Albert Uderzo persifliert.

## Publikationen (Auswahl)

### Arbeiten zu Bordeaux und der Gironde
- Études d’épigraphie bordelaise. Les Bordelais dans l’armée romaine. Notes concernant les inscriptions de Bordeaux. Extraites des papiers de M. de Lamontagne. Feret et Fils u. a., Bordeaux 1884.
- Les antiquités de Bordeaux. In: Revue archéologique. Série 3, Band 5, 1885, S. 229–240.
- Inscriptions romaines de Bordeaux. 2 Bände. Archives municipales de Bordeaux, Bordeaux 1887–1890, (Digitalisate: Band 1; Band 2).
- Ausone et Bordeaux. Études sur les derniers temps de la Gaule romaine. Rouam u. a., Paris u. a. 1893, (Digitalisat).
- Histoire de Bordeaux depuis les origines jusqu’en 1895. Feret et Fils, Bordeaux 1895, (Digitalisat).
- L’orientalisme à Bordeaux. Feret et Fils, Bordeaux 1897, (Digitalisat).

### Arbeiten über Gallien
- De protectoribus et domesticis augustorum. Thorin, Paris 1883, (Paris, Universität, Dissertation, 1883; Digitalisat).
- Fustel de Coulanges: Histoire des institutions politiques de l’ancienne France. Les origines du système féodal, le bénéfice et le patronat pendant l’époque mérovingienne. Revue et complété sur le manuscrit et d’après les notes de l’auteur par Camille Jullian. Hachette, Paris 1890, (Digitalisat).
- Gallia. Tableau sommaire de la Gaule sous la domination romaine. Hachette, Paris 1892, (Digitalisat).
- Fréjus romain. Leroux, Paris 1886, (Digitalisat).
- Notes d’épigraphie. Band 1. Savigné, Vienne 1886.
- Les transformations politiques de l’Italie sous les empereurs romains, 43 av. J.-C. – 330 ap. J.-C. Thorin, Paris 1884, (Digitalisat).
- Extraits des historiens du XIXe siècle. Publiés, annotés et précédés d’une introduction sur l’histoire de France. Hachette, Paris 1897, (Digitalisat).
- Vercingétorix. Hachette, Paris 1901, (Digitalisat).
- La politique romaine en Provence (218–59 avant notre ère). In: Revue historique de Provence. 1901, S. 389–411.
- Recherches sur la religion gauloise (= Bibliothèque des universités du midi. 6). Feret et Fils, Bordeaux 1903, (Digitalisat).
- Les invasions ibériques en Gaule et l’origine de Bordeaux. In: Revue philomathique de Bordeaux et du Sud-Ouest. Jahrgang 6, 1903, S. 337–349.
- Plaidoyer pour la préhistoire. In: Revue Politique et Littéraire. Revue Bleue. Série 5, Band 8, Nummer 24, 1907, S. 737–744.
- Histoire de la Gaule. 8 Bände. Hachette, Paris 1908–1926, (je Band mehrere Auflagen);
  - Band 1: Les invasions gauloises et la colonisation grecque. 1908, (Digitalisat);
  - Band 2: La Gaule indépendante. 1909, (Digitalisat);
  - Band 3: La conquête romaine et les premières invasions germaniques. 1909, (Digitalisat);
  - Band 4: La gouvernement de Rome. 1913, (Digitalisat);
  - Band 5: La civilisation gallo-romaine. État matériel. 1920, (Digitalisat);
  - Band 6: La civilisation gallo-romaine. État moral. 1920, (Digitalisat);
  - Band 7: Les empereurs de Trèves. 1: Les chefs. 1926, (Digitalisat);
  - Band 8: Les empereurs de Trèves. 2: La terre et les hommes. 1926, (Digitalisat).
- Les anciens dieux de l’Occident. In: Revue Politique et Littéraire. Revue Bleue. Jahrgang 52, Nummer 2, 1914, S. 23–40.
- Les Paris des Romains. Les Arènes. Les Thermes (= Pour connaître Paris. 2). Hachette, Paris 1924.
- Au seuil de notre histoire. Leçons faites au Collège de France. (Chaire d’Histoire et Antiquités Nationales). 3 Bände. Boivin, Paris 1930–1931;
  - Band 1: 1905–1914. 1930, (Digitalisat);
  - Band 2: 1914–1923. 1931, (Digitalisat);
  - Band 3: 1923–1930. 1931.

### Patriotische Arbeiten
- Le Rhin gaulois. Le Rhin français. Attinger Frères, Paris 1915, (Digitalisat).
- Pas de paix avec Hohenzollern. À un ami du front. Éditions du „Journal du soldat“, Paris 1918.
- Aimons la France. Conférences. 1914–1919. Bloud & Gay, Paris 1919.
- La guerre pour la patrie. Leçons du Collège de France, 1914–1919. Bloud & Gay, Paris 1919, (Digitalisat).
- De la Gaule à la France. Nos origines historiques. Hachette, Paris 1922, (Digitalisat).